# Gyalectaceae
Famille
Les Gyalectaceae sont une famille de champignons ascomycètes comportant qu'une soixantaine d'espèces de lichens encroûtants, associés à des algues vertes appartenant le plus souvent au genre Trentepohlia.

## Liste des genres
Selon Myconet :
- Belonia (incertae sedis)
- Bryophagus (incertae sedis)
- Cryptolechia
- Gyalecta
- Pachyphiale
- Ramonia
- Semigyalecta